# 지에분역
지에분역(일본어: 智恵文駅)은 일본 홋카이도 나요로시에 있는 홋카이도 여객철도 소야 본선의 역이다.

## 역 구조
단선 승강장 1면 1선의 구조를 가진 지상역이다. 승강장은 선로 서쪽에 존재한다.

## 이용 현황
- 1981년도 하루 이용객수 78명.
- 1992년도 하루 이용객수 24명.

## 역 주변
- 데시오강

## 인접 역
| 홋카이도 여객철도 소야 본선 | 홋카이도 여객철도 소야 본선 | 홋카이도 여객철도 소야 본선 |
| --------------------------- | --------------------------- | --------------------------- |
| W49 닛신 아사히카와 방면    | ■ 소야 본선                 | 지호쿠 W52 왓카나이 방면    |